# Община
Община̀та е административна единица в много съвременни държави.
Най-често обхваща едно или няколко селища. Ползва се с известно самоуправление. Имат определена територия с постоянно население.
Административният статут и обхватът на общините варира значително в различните държави.

## Общини
- Общини в Австрия
- Общини в Азербайджан
- Общини в Бразилия
- Общини в България
- Общини в Германия
- Общини в Люксембург
- Община (Нидерландия)
- Общини във Франция
- Община (Швеция)